# Phrynarachne jobiensis
Phrynarachne jobiensis är en spindelart som först beskrevs av Tord Tamerlan Teodor Thorell 1877.  Phrynarachne jobiensis ingår i släktet Phrynarachne och familjen krabbspindlar. Inga underarter finns listade i Catalogue of Life.